# Monsieur Lecoq
Monsieur Lecoq er en fransk stumfilm fra 1914 af Maurice Tourneur.

## Medvirkende
- Harry Baur.
- Maurice de Féraudy.
- Charles Krauss.
- Jules Mondos.
- Fernande Petit.